# Emanuel-Geibel-Preis
Der Emanuel-Geibel-Preis (auch: Preis der Emanuel-Geibel-Stiftung) war ein städtischer Literaturpreis. Die Emanuel-Geibel-Stiftung wurde 1940 anlässlich des 125. Geburtstag des Dichters Emanuel Geibel  von der Hansestadt Lübeck errichtet. Aus ihr sollte alle fünf Jahre ein Preis an Dichter, Komponisten und bildende Künstler vergeben werden. Die Preisvergabe war an die Bedingung geknüpft, dass die Preisträger in Lübeck geboren oder zur Zeit der Preisverleihung in Lübeck wohnhaft waren.
Der Preis wurde das erste und letzte Mal im Jahr 1943 anlässlich der 800-Jahr-Feier Lübecks verliehen. Preisträger waren der Bildhauer Fritz Behn, der Schriftsteller Hans Heitmann, der Leiter der lübischen Meisterwerkstätten Asmus Jessen und der Bildsticker Erich Klahn. Man entschied sich 1943 für Preisträger, die entweder in den 1920er Jahren oder 1933 der NSDAP beigetreten waren.
Der Preis war mit 3.000 Reichsmark dotiert. Da die Dotierung über 2.000 RM lag, musste die Schaffung des Preises vom Reichsminister für Volksaufklärung und Propaganda genehmigt werden. Das Ministerium stufte den Preis in die Kategorie III „Kunstpreise von lokaler Bedeutung“ ein.